# Negin Shiraghaei
Negin Shiraghaei Kootenaei (nacida en septiembre de 1981) es una activista iraní, empresaria y ex presentadora de noticias y reportera del servicio persa de BBC World Service con sede en Londres. Ha intervenido en dos ocasiones en el Consejo de Derechos Humanos de las Naciones Unidas y ha realizado campañas a favor de los derechos de la mujer.

## Carrera
Kootenaei cofundó March Health, una solución para la salud de la mujer impulsada por inteligencia artificial, en ella aportaba soluciones para aliviar las molestias menstruales físicas y psicológicas. Tras dejar la BBC fundó "Open Growth UK", una empresa de comunicación con el objetivo de impulsar a personas y empresas de nueva creación que cuentan con un propósito determinado. La empresa cerró tras incorporarse a "March Health".
Ha estado haciendo campaña contra el acoso sistemático a las mujeres periodistas. También es directora de Coding for Girls Limited .
En noviembre de 2017, The Times informó que las autoridades iraníes habían tratado de influir en sus reportajes mediante la intimidación a su familia en Irán. En una entrevista habló de su experiencia en la BBC, incluido el acoso a su familia.
Antes de incorporarse a la BBC en enero de 2009, trabajó como periodista para los medios iraníes Hamshahri Newspaper, Shargh Newspaper, Etemaad Newspaper, Cultural Heritage News Agency e ISNA News Agency.